# Yasuo Ichikawa
Pour les articles homonymes, voir Ichikawa (homonymie).
Yasuo Ichikawa (一川保夫, Ichikawa Yasuo), né le 6 février 1942, est un homme politique japonais. Il est le ministre de la Défense du Japon, entre le 2 septembre 2011 et le 13 janvier 2012.